# Touhou Spell Bubble
Touhou Spell Bubble es un juego de puzles competitivo rítmico de arcade desarrollado en 2020 por Taito como un spin-off con licencia oficial de la serie Touhou Project. La jugabilidad es similar a aquella de la serie Puzzle Bobble que también fue desarrollada por Taito. La compañía se ha referido al juego como «Puzzle Bobble conoce a Touhou Project», dando a entender que lo consideran un spin-off de ambas series.

## Jugabilidad
En Touhou Spell Bubble, el jugador recibirá burbujas de colores que podrá disparar desde la parte inferior de la pantalla a una pila situada en la parte superior. La velocidad a la que el jugador disparará las burbujas corresponde al ritmo de la música. Al conectar tres burbujas del mismo color, explotarán y le otorgarán puntos al jugador. Si se destruye un grupo lo suficientemente grande, se iniciará un minijuego rítmico que requiere que el jugador pulse el botón siguiendo el ritmo de una canción (que se ve en el extremo izquierdo y derecho) para recibir más puntos y enviar basura al oponente.
Touhou Spell Bubble cuenta con un modo historia narrado desde las perspectivas de Reimu y Marisa, cada historia compuesta por 22 niveles. Por medio de escenas y jugabilidad al estilo de las novelas visuales, cuenta la historia del nuevo juego cargado de magia de Marisa, «Spell Bubble», y los misterios que rodean al próximo torneo.
Los personajes pueden ser desbloqueados en el modo historia, con un total de 20 personajes jugables una vez completado, cada uno con un total de 3 cartas de hechizos para elegir que se pueden utilizar para destruir las burbujas u obstaculizar al oponente. Las partidas durarán tanto como la música de fondo, y el jugador con más puntos al final será declarado ganador. El jugador también puede jugar partidos individuales contra la IA o con oponentes humanos a través de multijugador local o en línea. Al ganar o perder partidas, el jugador recibe dinero dentro del juego según la habilidad entre los oponentes, que se podrá utilizar para comprar canciones y cartas de hechizo nuevas.

## Desarrollo
El 23 de enero de 2020, Taito publicó un tráiler de jugabilidad de Touhou Spell Bubble en su canal de YouTube y anunció la fecha de lanzamiento del juego. El juego fue lanzado en Japón a través de la Nintendo eShop el 6 de febrero de 2020, e internacionalmente el 29 de octubre. Las copias físicas fueron lanzadas en Asia en otoño de 2020.
La música de Touhou Spell Bubble se utilizó en el material promocional, y Taito publicó los nombres de los compositores en enero de 2020. El juego incluye canciones doujin como «Bad Apple!!», «Marisa Stole the Precious Thing», «Night of Knights» y «Cirno's Perfect Math Class».
En noviembre de 2020, se lanzaron tres paquetes de música independientes como DLC y una historia secundaria exclusiva para Japón. En noviembre de 2021, se incorporó el multijugador en línea al juego en una actualización gratuita.

## Recepción
Touhou Spell Bubble recibió «críticas generalmente favorables» de acuerdo con el sitio web agregador de reseñas Metacritic. Pete Davison de Nintendo Life elogió la jugabilidad, la música y las ilustraciones, pero criticó la falta de un multijugador en línea. Harvard L. de Digitally Downloaded fue más crítico, afirmando que «la elegante simplicidad de Puzzle Bobble se estaba viendo empañada», dando lugar a «un juego con más instinto que planificación». Consideró que tanto la historia como la jugabilidad eran demasiado difíciles de entender, y afirmó que era inferior al Puzzle Bobble original. Jenni Lada de Siliconera valoró positivamente la jugabilidad «increíblemente satisfactoria» y la música «asombrosa». Más tarde, Lada lo calificó como uno de los mejores juegos de 2020.
Juliana Paiva Zapparoli de Nintendo Blast criticó el elevado precio de venta debido al uso de música bajo licencia y los problemas de traducción, y afirmó que el título era más adecuado para los fanes de Touhou Project. No obstante, Zapparoli valoró positivamente la jugabilidad, el valor de rejugabilidad, los modos de juego, los controles sensibles, la dificultad ajustable, la selección de música y la fidelidad al material original. Shane Jury de Cubed3 consideró que el juego está por encima de la mayoría de los títulos de puzles de Nintendo Switch por su «brillante colección de audio» y su visión única del sistema Puzzle Bobble, pero criticó la falta de multijugador en línea. Shaun Musgrave de Touch Arcade calificó a Touhou Spell Bubble como uno de los 10 mejores juegos de puzles disponibles para Switch, pero señaló que «lo único que le falta es un modo multijugador en línea, y hay que reconocer que es una gran omisión teniendo en cuenta lo genial que es el modo multijugador local».